# Alchemilla andina
Alchemilla andina é uma espécie de rosácea do gênero Alchemilla, pertencente à família Rosaceae.